# Château de Beyries
Pour les articles homonymes, voir Beyries (homonymie).
Cet article possède un paronyme, voir Château de Beyrie.
Le château de Beyries  se situe sur la commune de Beyries, dans le département français des Landes. Il est inscrit aux monuments historiques par arrêté du 12 avril 2001. Il ne doit pas être confondu avec le château de Beyrie, autre monument des Landes.

## Présentation
Le château de Beyries est édifié au XVIIe siècle. Il s'agit une petite maison noble, constituée d'un corps de logis principal étagé sur deux niveaux en double profondeur et de deux pavillons. De plan rectangulaire, il est doté de murs en moellons hourdés à la chaux, d'une toiture à deux pans, d'une couverture en ardoises et tuiles de Marseille. Un ensemble de neuf cheminées à hotte droite datant de l'époque de la construction font l'intérêt de l'édifice.